# Légion (film)
Pour les articles homonymes, voir Légion.
Pour plus de détails, voir Fiche technique et Distribution.
Légion ou Légion - L'Armée des Anges (Legion) est un film américain réalisé par Scott Charles Stewart et sorti en 2010. Il met en scène Paul Bettany et Dennis Quaid dans les rôles principaux.
Le film débute alors que Dieu n'a plus foi en l'Homme, il envoie ses anges menés par l'archange Gabriel exterminer l'Humanité. L'archange Michael  est le dernier espoir face à cette apocalypse. Au Nouveau-Mexique, il protège une jeune serveuse enceinte du Christ pour la parousie.
En 2014, la série américaine Dominion a été adaptée pour continuer l'histoire.

## Synopsis
23 décembre. Un homme ailé, l'archange Michael, descend brutalement du ciel pour atterrir à Los Angeles. Il dégaine aussitôt un couteau et se tranche les ailes, avant de pénétrer dans un entrepôt où il recoud les blessures de ses épaules mutilées, avant de piller un grand nombre d'armes et de repartir. Il ouvre une brèche en forme de croix dans un mur pour ressortir, pour être confronté à deux policiers. Ceux-ci s'apprêtent à l'arrêter, mais l'un d'eux prend soudainement une apparence sinistre de possédé, avec des yeux noirs et des crocs pointus, et tire sur son collègue, avant d'être abattu par Michael, qui prend leur voiture et part.
Au cœur du désert des Mojaves, Bob Hanson tient une vieille station-service avec son fils Jeep, son ami et cuisinier Percy, et sa serveuse Charlie, dont Jeep est amoureux. Au commencement du film, un matin, Jeep se réveille et sort au dehors, et est rejoint par Charlie, qui est enceinte de huit mois, mais ignore qui est le père de son enfant. Jeep raconte à Charlie qu'il fait encore des cauchemars, dont il souffre depuis un certain temps ; et se propose pour l'aider à élever le bébé, même si ce n'est pas le sien ; ce à quoi Charlie répond qu'il n'a pas à porter toute la misère du monde sur ses épaules.
Alors que la station accueille quelques visiteurs, la famille Anderson (le père Howard, sa femme Sandra et leur fille adolescente Audrey), dont la voiture est en panne, et Kyle Williams, un voyageur égaré faisant route vers Los Angeles, tous les moyens de communication, télévision, radio, téléphone...tombent en panne. Il n'y a plus aucun moyen de contacter l'extérieur. Pendant qu'un climat de tension s'instaure et que Bob essaie de calmer les choses, une vieille dame, Gladys Foster, arrive en voiture et demande à manger au restaurant de la station. Alors que Charlie lui sert son plat, elle entame la conversation avec elle, et finit par lui annoncer que son bébé « va brûler », avant d'insulter Sandra qui voulait calmer Charlie, furieuse. Howard, offusqué, s'élance vers Gladys pour exiger des excuses, et se fait soudainement mordre à la gorge par Gladys, dont les yeux virent au noir et les dents deviennent redoutablement pointues. La vieille dame bondit à travers le restaurant et sème la panique, avant d'être abattue par Kyle. Howard, bien que grièvement blessé, est vivant. Percy, Kyle, Sandra et Audrey l'emmène dans une voiture pour aller chercher du secours, mais sont stoppés sur la route par un nuage d'insectes et doivent retourner à la station.
Peu de temps après, Michael arrive à la station-service. Après une brève confrontation avec ses occupants, il les prévient que d'autres comme Gladys arriveront bientôt, avant de les équiper avec son stock d'armes. Les occupants se barricadent et guettent le dehors en vue de l'arrivée des « autres ». La nuit, Michael, Bob, Kyle et Percy, montés sur le toit, voient arriver le camion d'un marchand de glace ambulant, dont le conducteur se révèle être un monstrueux possédé à la même apparence que Gladys. Les quatre hommes l'abattent, pour voir ensuite arriver une file de centaines de voitures, dont surgissent une horde d'humains possédés, qui attaquent la station. Tous se défendent, abattant des dizaines de possédés, mais ces derniers réussissent quand même à avancer et certains percent la barricade. Howard est alors traîné et capturé ; et les possédés se retirent.
À la suite de l'attaque, Bob exige des explications à Michael, qui leur raconte que Dieu a perdu foi en l'humain, et qu'il a envoyé ses anges déclencher l'Apocalypse sur Terre. Ce sont les anges qui possèdent les humains, et qui les font attaquer la station. Michael précise que le but est d'exterminer l'humanité ; mais que l'espoir vient de l'enfant à naître de Charlie, enceinte du Christ : s'il vit, il reste un espoir à l'humanité. Mais tout ce que veulent les possédés, c'est tuer l'enfant. Michael annonce qu'il faudra protéger Charlie pour que l'enfant puisse arriver sans problème. À part, Jeep demande à Michael ce qui a conduit à la catastrophe, et pourquoi il a encore la foi ; Michael lui répond qu'il a vu toute la cupidité, la haine et la violence des hommes, mais aussi une poignée d'humains nobles qui n'abandonnent pas, en particulier lui, Jeep ; et que c'est pour cette poignée d'humains qu'il a encore la foi en l'humanité.
Au matin, Sandra aperçoit par la fenêtre Howard, vivant, mais crucifié et couvert de bubons empoisonnés. Rendue hystérique par le soulagement, elle s'empresse de défaire la barricade et de se ruer au dehors, malgré les autres qui tentent de la retenir. Percy se précipite à sa suite, et l'attrape pour la ramener à l'intérieur. C'est alors qu'Howard explose en une gerbe d'acide ; Sandra manque d'être touchée par le poison mais Percy s'interpose et reçoit toute l'acide dans son dos. Il ramène Sandra à l'intérieur, avant de s'écrouler et de mourir, rongé par le poison.
La nuit suivante, alors que Kyle et Audrey montent la garde, une voiture arrive, avec un père et son fils dedans, poursuivie par les voitures des possédés. Le père est fauché par une voiture, et Kyle se précipite pour tenter de sauver l'enfant. Tenant en respect les possédés avec son fusil tout en protégeant le garçon, il est soudain tué par ce dernier, qui s'avère être un possédé lui ayant tendu un piège. Audrey bondit à son tour, mais est coincée dans une voiture par les possédés. Michael sort alors pour la sauver, et la ramène à l'intérieur ; mais l'enfant possédé en profite pour s'introduire dans la station, où il manque de tuer Charlie et son bébé, avant d'être abattu par Jeep. Troublée par la violence soudaine des évènements, Charlie commence à accoucher. Aidé par Michael et Audrey, elle finit par donner naissance à un fils ; mais le bruit des sept trompettes apocalyptiques retentit, annonçant l'arrivée du meneur de l'extermination : l'archange Gabriel.
Les cris du bébé sont insupportables pour les possédés, qui ne peuvent les entendre sans souffrir. Alors que la menace d'une attaque grandit, Sandra, comme devenue folle, s'empare du bébé et parle de le donner aux possédés pour qu'ils les laissent tranquilles. Soudain, la porte est arrachée dans un éclat de lumière ; Michael abat Sandra d'une balle dans la tête, et Jeep récupère le bébé à temps, avant que l'archange Gabriel fasse son entrée. Armé d'une énorme masse d'armes, il tente d'emblée de pulvériser Jeep et le bébé, avant de pourfendre Bob, le laissant pour mort. Michael enjoint alors aux trois survivants, Charlie, Jeep et Audrey, de partir loin d'ici, et ordonne à Jeep « de trouver les prophètes et d'apprendre à lire les instructions ». Le trio, protégé par l'aura du bébé qui paralyse les possédés, peuvent sans encombre rejoindre une voiture et partir. Resté seul avec Gabriel, Michael affirme avoir fait ce qu'il fallait. S'ensuit un combat intense entre les deux archanges, à l'issue duquel Michael est finalement tué ; mais son corps se dissout dans la lumière et disparaît. Bob, agonisant, se sacrifie, et profite d'une fuite de gaz pour faire exploser la station afin de retarder Gabriel, qui s'apprête à poursuivre l'enfant.
Alors que Jeep, Audrey, Charlie et son enfant roulent dans la nuit, ils sont finalement rejoints par Gabriel, qui provoque le dérapage de la voiture, qui roule et rebondit sur elle-même avant de s'écraser en contrebas de la route. Jeep s'extirpe du véhicule, et retrouve Charlie et le bébé vivants ; mais ils se rendent compte qu'Audrey est morte dans l'accident. Ils s'éloignent au plus vite, mais sont rejoints par Gabriel, qui se bat sans pitié avec Jeep. Le jeune homme manque d'être tué ; mais Michael, ressuscité et soutenu par Dieu, arrive et neutralise Gabriel d'un coup d'épée. Il lui annonce qu'il avait tort, et qu'il avait choisi d'obéir à un mauvais ordre plutôt que de donner à Dieu ce dont il avait besoin. Résigné, Gabriel s'envole, suivi par Michael, qui recommande à Jeep de garder la foi. Le film s'achève sur une image de Jeep, Charlie et l'enfant, partant au loin dans une voiture, protégeant le bébé pour que l'humanité survive.

## Fiche technique
- Titre original : Legion
- Titre français complet : Légion - L'Armée des Anges
- Réalisation : Scott Charles Stewart
- Scénario : Scott Charles Stewart et Peter Schink
- Musique : John Frizzell
- Costumes : Wendy Partridge
- Photographie : John Lindley
- Sociétés de production : Screen Gems et Bold Films
- Sociétés de distribution : Sony Pictures Releasing France (France), Sony Pictures Releasing (États-Unis)
- Budget : 26 000 000 $[1]
- Pays de production :  États-Unis
- Langue originale : anglais
- Genre : fantastique, horreur, action
- Durée : 100 minutes
- Dates de sortie :
  - États-Unis : 22 janvier 2010
  - France : 24 mars 2010

## Distribution
- Paul Bettany  (VF : Boris Rehlinger) : Michael
- Lucas Black  (VF : Emmanuel Garijo) : Jeep Hanson
- Tyrese Gibson (VF : Bruno Henry) : Kyle Williams
- Adrianne Palicki  (VF : Marie-Eugénie Maréchal) : Charlie
- Charles S. Dutton  (VF : Greg Germain) : Percy Walker
- Jon Tenney  (VF : Guy Chapelier) : Howard Anderson
- Kevin Durand :  (VF : Bruno Salomone) : Gabriel
- Willa Holland  (VF : Camille Donda) : Audrey Anderson
- Kate Walsh  (VF : Danièle Douet) : Sandra Anderson
- Dennis Quaid  (VF : Bernard Lanneau) : Bob Hanson
- Jeanette Miller (en)  (VF : Arlette Thomas) : Gladys Foster
- Cameron Harlow : le garçon dans le minivan
- Doug Jones : Ice Cream Man
- Josh Stamberg : Burton
- Yancey Arias : Estevez
- Chuck Hicks : le vieil homme

## Production
Le scénario est écrit par Peter Schink et Scott Charles Stewart. Ce dernier officie également comme réalisateur. Il s'agit de son premier long métrage.
Le tournage a lieu d'août 2008 à février 2009. Il se déroule au Nouveau-Mexique et Los Angeles.

## Sortie et accueil

### Critique
Sur l'agrégateur américain Rotten Tomatoes, le film récolte 20 % d'opinions favorables pour 106 critiques et une note moyenne de 3,9⁄10. Le consensus suivant résume les critiques compilées par le site : « Malgré un casting solide et des frissons intermittents, Legion souffre d'un rythme curieusement langoureux, d'une intrigue confuse et d'un excès de dialogue. ». Sur Metacritic, il obtient une note moyenne de 32⁄100 pour 14 critiques.
En France, le site Allociné propose une note moyenne de 1,7⁄5 à partir de l'interprétation de critiques provenant de 10 titres de presse.

### Box-office
| Pays ou région     | Box-office      | Date d'arrêt du box-office | Nombre de semaines |
| ------------------ | --------------- | -------------------------- | ------------------ |
| États-Unis, Canada | 40 168 080 $    | 21 mars 2010               | 9                  |
| France             | 157 602 entrées | -                          | -                  |
| Total mondial      | 67 918 658 $    |                            |                    |

## Série télévisée
En 2014, la série Dominion est diffusée sur Syfy. L'intrigue se déroule globalement 25 ans après les évènements du film.